# Luciano Morandini
Luciano Morandini (San Giorgio di Nogaro, 10 gennaio 1928 – Buja, 15 settembre 2009) è stato un poeta italiano.

## Biografia
Luciano Morandini nasce a San Giorgio di Nogaro nel 1928.
Per frequentare il Ginnasio si trasferisce a Udine dove vive con consapevolezza gli anni della Liberazione. Nel romanzo autobiografico San Giorgio e il drago del 1984, finalista al premio Campiello, rievoca l’infanzia a contatto con la natura e l’intensità delle esperienze umane, in contrasto con il grigiore del regime fascista.
La poesia diventa precocemente il suo strumento privilegiato di rapporto con il mondo.
Nell’immediato dopoguerra dà avvio assieme ad altri giovani scrittori friulani ai “Quaderni del Provinciale” e, alla fine degli anni Quaranta, collabora con la rivista torinese «Momenti», importantissimo riferimento per il neorealismo.
Verso la metà degli anni Cinquanta diviene collaboratore della rivista torinese «Situazione» e, dal 1958, de «La situazione», con redazioni a Torino, Venezia e Udine. Si scorge qui un’attenzione particolare alla nuova produzione poetica nazionale ed alla poesia straniera, in particolare quella jugoslava.
Tra gli anni Cinquanta e Sessanta l’attività di intellettuale impegnato di Morandini gravita attorno al Centro di ricerche culturali Piero Calamandrei di Udine. Diviene condirettore e responsabile culturale delle rivista «Politica e cultura», che si proietta verso le città d’Europa con redazioni a Lubiana, Düsseldorf e Parigi.
Gli anni Sessanta sono segnati dal lavoro poetico, dall’impegno critico militante e da incontri e confronti con poeti e intellettuali quali Biagio Marin, Andrea Zanzotto, Ciril Zlobec di Lubiana e Izet Sarajlić di Sarajevo.
Senza tradire mai i propri ideali e la propria formazione neorealista, tra anni Settanta e Ottanta Morandini sperimenta la poesia visiva e la poesia teatro. Di questi anni ricordiamo i libri Il prezzo, Il linguaggio della tensione, L’incubo di Ior, Dalla domenica dei silenzi, Lo sguardo e la ragione (antologia autoriale che compendia 30 anni di attività poetica), Piazzale con figure e Infrantume.
La poesia di Morandini è oggetto di regie teatrali e radiofoniche e suoi testi vengono musicati da compositori quali Pavle Merkù, Daniele Zanettovich, Claudio Coianiz, Davide Pitis e Renato Miani.
Morandini viaggia a lungo soprattutto in Austria, Slovenia, Croazia, Bosnia, Macedonia per partecipare a convegni, conferenze e incontri letterari, spesso come ospite e relatore.
Tra gli anni Ottanta e Novanta Morandini si dedica anche alla narrativa. Oltre al già menzionato San Giorgio e il drago scrive nel 1992 Gli occhi maghi, sulla pittrice Irene di Spilimbergo, nel 1994 e L’orologio di Saba sul poeta triestino e l’autobiografia intellettuale pubblicata nel 1998 con il titolo Promemoria Friulano.
La produzione poetica si mantiene incalzante fino agli ultimi anni con Fabula notturna del 1996, Lunario dell’insonnia del 2000, Camminando camminando del 2004 e Voci del 2008.
L’ultima raccolta è Il filo dei giorni, pubblicata postuma nel 2011 dopo la morte sopravvenuta a Buja nel 2009.